# جغرافیای مالزی

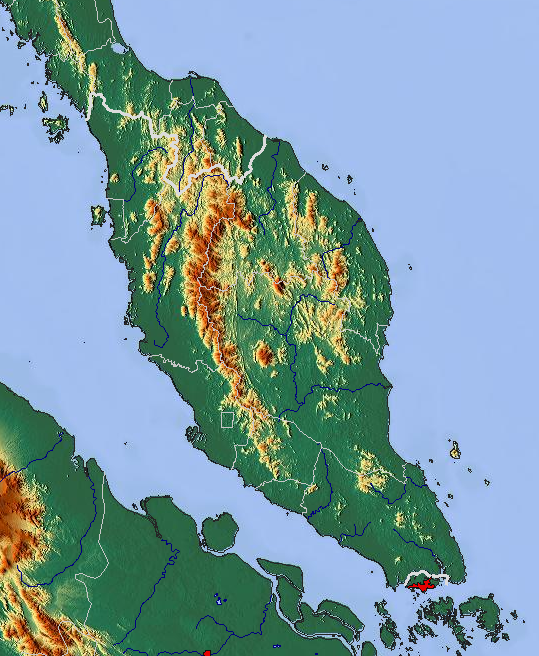

کشور مالزی در جنوب شرقی آسیا واقع شده و از لحاظ جغرافیائی از دو قسمت کاملاً جدا تشکیل شده. میان ۱ تا ۷ درجه عرض شمالی و ۱۰۰ تا ۱۱۹ درجه طول شرقی قرار دارد.

## موقعیت
دو بخش متمایز مالزی از طریق دریای چین جنوبی از یکدیگر جدا شده‌اند، که هردو بخش غربی شبه جزیره مالزی و شرق مالزی، دارای منظره بسیار مشابهی از دشتهای مرتفع ساحلی هستند که اغلب از تپه‌ها و کوهستانهای جنگلی انبوه پوشیده شده که مرتفع‌ترین آن، کوه کینابالو به ارتفاع ۴٬۰۹۵٫۲ متر بر روی جزیره بورنئو قرار دارد. آب و هوای محلی، استوایی بوده که مشخصه آن بادهای موسمی سالانه‌است که (در ماه‌های آوریل و اکتبر) در جنوب غرب و (از اکتبر تا فوریه) در شمال غرب می‌وزد.
تانجونگ پی آی، که در ایالت جنوبی جوهور قرار دارد، جنوبی‌ترین نقطه قاره آسیا می‌باشد.
تنگه مالاکا که بین سوماترا و شبه جزیره مالزی قرار دارد، به شکل بحث‌برانگیزی مهمترین مسیر کشتیرانی جهان محسوب می‌شود.
پوتراجایا، مرکز اداری جدید التاسیسی برای دولت فدرال مالزی است که تاحدی در نظر دارد از تراکم فزاینده داخل پایتخت مالزی، کوالالامپور بکاهد. کوالالامپور به عنوان مقر پارلمان و علاوه برآن مرکز بازرگانی و مالی کشور باقی می‌ماند. دیگر شهرهای اصلی آن عبارتند از پنانگ جرج تاون، ایپوه، جوهور باهرو، کوچینگ، کوتا کینابالو، الور ستار، کوتاباهارو و شهر مالاکا.

## تقسیمات کشوری
مالزی دارای ۱۳ استان است و استاندار هر استان را اصطلاحاً «شاه» می‌نامند.